# روم بابا
روم بابا هي كعكة خميرة صغيرة مشبعة بشراب كحوالي غالباً شراب الروم وأحيانًا محشوة بالقشدة المخفوقة أو الكاسترد.
ظهر الطبق في مطاعم الولايات المتحدة منذ 1899 على الأقل.